# Hansenium caicoense
Hansenium caicoense är en kräftdjursart som först beskrevs av Brian Frederick Kensley och Heard 1991.  Hansenium caicoense ingår i släktet Hansenium och familjen Stenetriidae. Inga underarter finns listade i Catalogue of Life.